# Anisotacrus truncatus
Anisotacrus truncatus là một loài tò vò trong họ Ichneumonidae.